# Hermann Burde
Hermann Burde (* 19. Februar 1943 in Rheinsberg, Brandenburg) ist ein ehemaliger deutscher Leichtathlet, der – für die DDR startend – in den 1960er Jahren ein erfolgreicher Sprinter war.

## Leben
Sein größter Erfolg gelang ihm bei den Europameisterschaften 1969 mit der Silbermedaille im 200-Meter-Lauf (20,9 s). Weitere Ergebnisse bei diesen Europameisterschaften: Platz fünf im 100-Meter-Lauf (10,7 s), Platz fünf mit der 4-mal-100-Meter-Staffel der DDR (39,6 s). Er startete auch in der 4-mal-100-Meter-Staffel bei den Europameisterschaften 1966 (Platz vier) und 1971 (disqualifiziert).
Hermann Burde startete für den ASK Potsdam. In seiner Wettkampfzeit war er 1,80 m groß und wog 75 kg. Nach seiner Karriere wurde er Trainer bei seinem Verein.
| Personendaten    | Personendaten          |
| ---------------- | ---------------------- |
| NAME             | Burde, Hermann         |
| KURZBESCHREIBUNG | deutscher Leichtathlet |
| GEBURTSDATUM     | 19. Februar 1943       |
| GEBURTSORT       | Rheinsberg             |